# Епархия Остина

Герб епархии Остина

Епархия Остина (лат. Dioecesis Austiniensis) — епархия Римско-Католической церкви с центром в городе Остин, США. Епархия Остина входит в митрополию Галвестона — Хьюстона. Кафедральным собором епархии Остина является Собор Пресвятой Девы Марии в городе Остин, штат Техас.

## История
15 ноября 1947 года Римский папа Пий XII издал буллу «Ad animarum bonum», которой учредил епархию Остина, выделив её из епархий Далласа и Галвестона. 19 октября 1961 года епархия Остина уступила часть своей территории новой епархии Сан-Анджело.
29 декабря 2004 года епархия Остина вступила в митрополию Галвестона — Хьюстона.

## Ординарии епархии
- епископ Луи Джозеф Райхер[англ.] (29.11.1947 — 15.11.1971);
- епископ Винсент Маделей Харрис[англ.] (15.11.1971 — 25.02.1985);
- епископ Джон Эдвард Маккарти[англ.] (19.12.1985 — 02.01.2001);
- епископ Грегори Майкл Эймонд[англ.] (02.01.2001 — 12.06.2009 — назначен архиепископом Нового Орлеана);
- епископ Джо Стивен Васкес[англ.] (26.01.2010 — 20.01.2025 — назначен архиепископом Галвестона — Хьюстона);
- епископ Дэниэл Элиас Гарсия[англ.] (2.07.2025 — по настоящее время).

## Источник
- Annuario Pontificio, Libreria Editrice Vaticana, Città del Vaticano, 2003, ISBN 88-209-7422-3
- Булла Ad animarum bonum, AAS 40 (1948), стр. 97  (лат.)